# Pedro Brand
Pedro Brand è un comune della Repubblica Dominicana di 47.199 abitanti, situato nella Provincia di Santo Domingo. Comprende, oltre al capoluogo, due distretti municipali: La Cuaba e La Guáyiga.